# ألان بيتر مكدونالد
ألان بيتر مكدونالد (بالإنجليزية: Alan Angus McDonald)‏ هو محامي وقاضي أمريكي، ولد في 13 ديسمبر 1927 في هارا في الولايات المتحدة، وتوفي في 26 يوليو 2007 في ياكيما في الولايات المتحدة.